# وحش بحيرة بير
وحش بحيرة بير (بالإنجليزية: Bear Lake monster)‏ هو مخلوق غير مؤكد الوجود يظهر في الفلكلور الشعبي في المناطق قرب بحيرة بير على حدود ولايتي يوتا وآيداهو.
انتشرت الأسطورة في البداية من مجموعة مقالات كتبها جوزيف كولسون ريتش في القرن التاسع عشر، وهو مستوطن مورموني في المنطقة، وزعم أنه أبلغ عن مشاهدات ناس آخرين رأوا المخلوق. إلا انه أنكر هذه القصص في وقت لاحق.
في السنوات الأخيرة تعتبر بحيرة بير ليك منطقة جذب سياحي. آخر تقرير تم فيه التبليغ عن الوحش كان في عام 2004.

## الوصف
لا تتفق جميع الروايات في وصف الوحش، ولكن ذكر فريق من علماء الفلكلور أنه «يقال أنه يشبه الحية، ولكن له سيقان يبلغ طولها ثمانية عشر بوصة (46 سم) يمشي عليها عندما يأتي إلى الساحل.»  وأفادت إحدى المقالات أن المخلوق «كانت له هيئة متموجة، بطول حوالي 30 قدما، بلون أصفر خفيف، يتحرك بسرعة من خلال الماء، وعلى مسافة ثلاثة أميال من نقطة المراقبة.»  وذكر آخرون أنهم رأوا حيوانا غريب الشكل يسبح بسرعة كبيرة أسرع من القطار ووصفوا رأسه بأنه يشبه رأس البقرة، أو القضاعة، أو التمساح، أو الفظ (دون أنيابه). وذكر أن حجمه لا يقل عن خمسين قدما طولا (15 م)، وبالتأكيد لا يقل عن أربعين (12 م). تحدث بعض الشهود عن رؤيتهم لحيوان ثاني من هذا النوع وكان حجمه أصغر. 

## التاريخ
ذكر مقال من عام 1868 في جريدة ديسيريت نيوز أن «الهنود لديهم حكايات تتعلق بمخلوق غريب يشبه الثعبان يقطن مياه بحيرة بير... يبدو أن شيطان الماء هذا، كما يسميه الهنود، قد ظهر مجددا. وذكر عدد من المستوطنين البيض أنهم شاهدوه بأم أعينهم. وحش بحيرة بير هذا، كما يسمونه الآن، سبب كثيرا من الهرج هنا» ثم مضى المؤلف جوزف ريتش إلى ذكر عدة مشاهدات أخيرة للمخلوق. خلق المقال ضجة في سولت ليك، وفي غضون شهر «سئل الصحفيون عديدا من الناس بحيرة بير وبالكاد وجد شخصا يشكك فيه.» 
اهتم قادة كنيسة قديسي الأيام الأخيرة بأمر الوحش وزاروا المنطقة وتحدثوا مباشرة مع سكانها. وقالوا إنهم «تحدثوا مع تشارلز ريتش وآخرين من وادي بحيرة بير، بما يتعلق بالوحش الذي شوهد في البحيرة». وبالنظر إلى الشهادات «من قبل العديد من الأفراد الذين شهدوا المخلوق في أماكن كثيرة وتحت ظروف متنوعة» فقد اعتبروا القصة «لا جدال فيها». واصلت جريدة ديزرت نيوز نشر المقالات حول الوحش، وتشكك بالقصة في أحيان وتدافع عنها في أحيان، في حين قامت الصحف المحلية الأخرى بمهاجمة هذه القصص. حتى أن سولت ليك تريبيون ذهبت إلى حد السخرية بأن الوحش كان «الشقيق التوأم للشيطان وابن عم بريغهام يونغ».
استمرت المقالات حول الوحش بالظهور خلال السنوات القليلة التالية، إما بالحديث عن مشاهدات جديدة عن المخلوق (أو المخلوقات) في بحيرة بير فضلا عن غيرها من الأنهار والبحيرات في مقاطعة يوتا، أو أنها تضع تلك المشاهدات موضع التساؤل. وبسبب هذا العدد من المشاهدات المزعومة، اعتقد بعض الناس أن هناك قناة تحت الأرض تربط بين بحيرة سولت ليك الكبرى والمجاري المائية الأخرى إلى بحيرة بير. كان الاهتمام به كبيرا حتى أن رئيس كنيسة قديسي الأيام الأخيرة بريغهام يونغ قرر التحقق من الادعاءات ليعرف ما إذا كانت القصة «حكاية صادقة عن ثعبان، أو مجرد قصة مختلقة» بل قام حتى بإرسال حبل كبير إلى مدينة باريس، أيداهو للمساعدة في القبض على الوحش.
لم يكن يونغ الشخص الوحيد الذي رغب بالقبض على المخلوق. اقترح أحد السكان المحليين استخدام خطاف كبير معلق على كابل طوله ثلاثة وعشرون قدما (7 م) وحبل بطول ثلاثمائة ياردة (274 م) وبعرض بوصة واحدة، في نهايته تعلق عوامة كبيرة مع سارية مدخلة ومرساة لإبقائه في موقف عمودي. من العوامة يوضع حبل بطول مائة ياردة (82 م) بعرض ثلاثة أرباع البوصة ويتم مده إلى شجرة على الشاطئ. وبعد القبض عليه، فيأمل أن تتم الاستفادة من الوحش في العروض، في منافسة مع بي تي بارنوم الشهير.
انحسر الاهتمام في النهاية في هذا الموضوع، وتلاشت هذه الظاهرة من الذاكرة العامة. بعد ستة وعشرين عاما من المقالات والمزاعم، اعترف جوزيف ريتش أخيرا أن كل شيء كان «كذبة رائعة من الدرجة الأولى».

## المشاهدات الحديثة لوحش بحيرة بير
استمر شهود العيان بتقديم شهاداتهم عن وحش بحيرة بير حتى بعد اعتراف ريتش انه اخترع المشاهدات الأصلية ولفق الخدعة كلها. زعمت رسالة نشرت عام 1907 في صحيفة في لوغان، يوتا أن رجلين شاهدا وحش بحيرة بير وقد هاجم مخيمهم وقتل أحد خيولهم، وزعم ولد عمره أربع سنوات أنه رآه عام 1937، كما زعم زعيم لصبية الكشافة أنه رآه في عام 1946. وآخر مشاهدة مسجلة للوحش كانت في يونيو 2002، عندما زعم صاحب متجر في بحيرة بير يدعى بريان هيرش أنه شاهد الوحش. 
أصبح الوحش جزءا من الفولكلور المحلي، ويرجع ذلك جزئيا إلى المشاهد المتفرقة، وكذلك من باب الدعابة. يُعرض قارب وحش بحيرة بير – وهو قارب سياحي صمم ليبدو وكأنه وحش – في رحلة بطول 45 دقيقة على البحيرة ويروي المرشدون القصص الفولكلورية. وفي محاكاة أخرى، صنع السكان المحليون تمثالا في احتفال يدعى رازبيري دايز ويضعون بداخله الأطفال المحليين ويدعونه «وحش بحيرة بير الحقيقي».
يظهر وحش بحيرة بير أيضا في برنامج «أشرطة مفقودة» على محطة أنيمال بلانيت، والمسلسلات الدرامية، والتي تصفه بأنها يشبه التمساح أو الموزاصور. وتكلم البرنامج أيضا عن أسطورة تقول أن بيكوس بيل صارع الوحش لعدة أيام حتى هزم المخلوق في النهاية. وتضمن البرنامج أيضا شهادات مجموعة من الفتيات كن يقضين الليل في خيام بجانب البحيرة وتعرضن للهجوم. كما كان البحث عن المخلوق موضوع الحلقة الأولى من الموسم الأول من برنامج Haunted Higheways على حطة ساي فاي (2012). حيث وجد المحققون عظم بقرة في مغارة مغمورة.

## وصلات خارجية
Bear Lake Monster Digital Folklore Collection, Utah State University